# Ede Ujházi

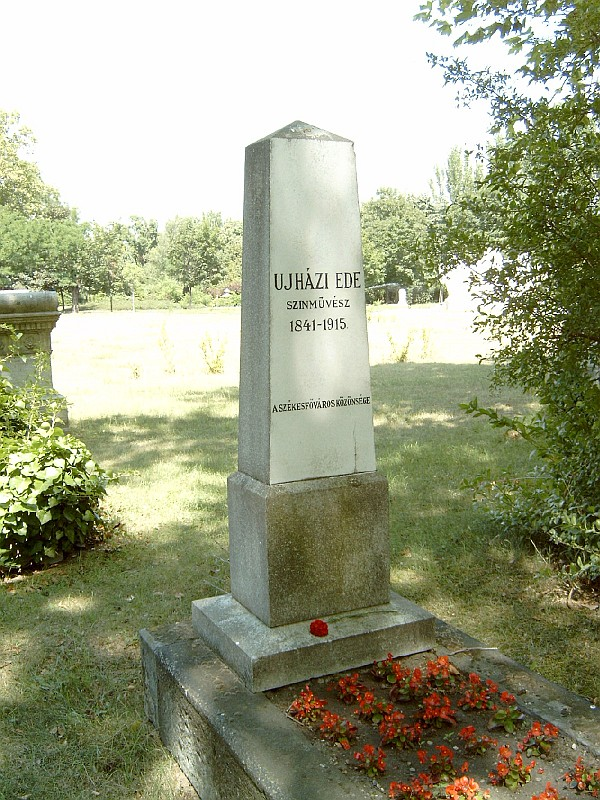
Ede Ujházis grav i Budapest.

Ede Ujházi, född den 28 januari 1844 i Debrecen, död den 15 november 1915 i Budapest, var en ungersk skådespelare verksam bland annat vid den ungerska nationalteatern.

## Roller
Bland Ujházis rollprestationer märks bland annat titelrollerna i Shakespeares Julius Caesar och Lessings Nathan den vise samt Harpagon i Molières Den girige. Han medverkade också i en tidig ungersk spelfilm (1912).

## Kuriosa
Ujházi har givit namn åt den ungerska maträtten "Újházi tyúkleves", en kycklingsoppa.

## Filmografi
- 1912 - A Gazdag ember kabátja